# Fouad Mebazaa
Fouad Mebazaa (Tunis, 15 juni 1933 – 23 april 2025) was een Tunesisch politicus. Hij was voorzitter van het parlement en was van 15 januari 2011 tot 13 december 2011 waarnemend president van Tunesië.
Naar aanleiding van de Jasmijnrevolutie in Tunesië vluchtte president Zine El Abidine Ben Ali het land uit. Ben Ali benoemde Mohamed Ghannouchi tot president, maar de Constitutionele Raad oordeelde anders: de parlementsvoorzitter is volgens de grondwet automatisch de waarnemend president.
Mebazaa droeg direct premier Ghanouchi op om een regering van nationale eenheid te vormen. Omdat er in de hoofdstad protest bleef klinken tegen bewindslieden van het oude regime, traden Mebazaa en Ghanouchi uit de oude regeringspartij RCD.
Op 7 februari ging de Kamer van Afgevaardigden akkoord met volmachten voor Mebazaa, zodat hij een aantal hervormingen per decreet kon doorvoeren. Op 9 februari stemde ook de senaat voor de volmachten. Op 13 december werd Mebazaa opgevolgd door Moncef Marzouki.
Mebazaa overleed op 91-jarige leeftijd.